# آنته پالاورسا
آنته پالاورسا (انگلیسی: Ante Palaversa؛ زادهٔ ۶ آوریل ۲۰۰۰) بازیکن فوتبال اهل کرواسی است که در پست هافبک دفاعی برای باشگاه تروا در لیگ ۲ بازی می‌کند.
وی همچنین در تیم‌های ملی فوتبال زیر ۱۵ سال کرواسی, ریر ۱۶ سال کرواسی, زیر ۱۷ سال کرواسی, زیر ۱۸ سال کرواسی, زیر ۱۹ سال کرواسی، زیر ۲۰ سال کرواسی، و زیر ۲۱ سال کرواسی بازی کرده‌است.